# Быстрица (Виньковецкий район)
Быстрица (укр. Бистриця) — село в Виньковецком районе Хмельницкой области Украины.
Население по переписи 2001 года составляло 107 человек. Почтовый индекс — 32534. Телефонный код — 3846. Занимает площадь 1,04 км². Код КОАТУУ — 6820684003.

## Местный совет
32534, Хмельницкая обл., Виньковецкий р-н, с. Карачиевцы